# Duits-Duitse grens

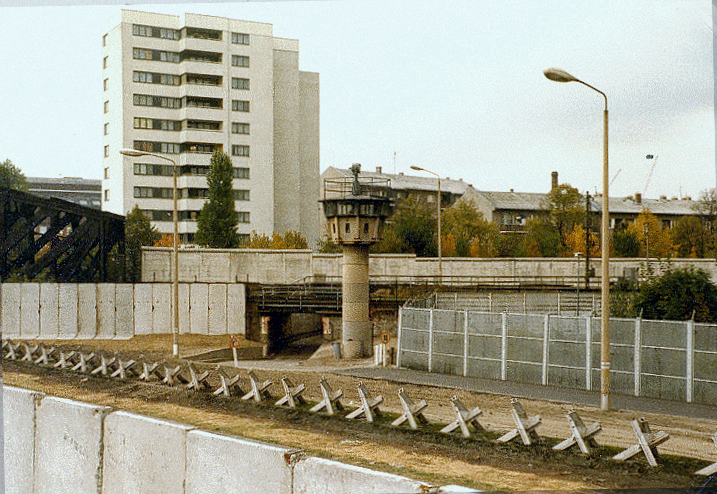
De Berlijnse Muur, het bekendste onderdeel van de Duits-Duitse grens

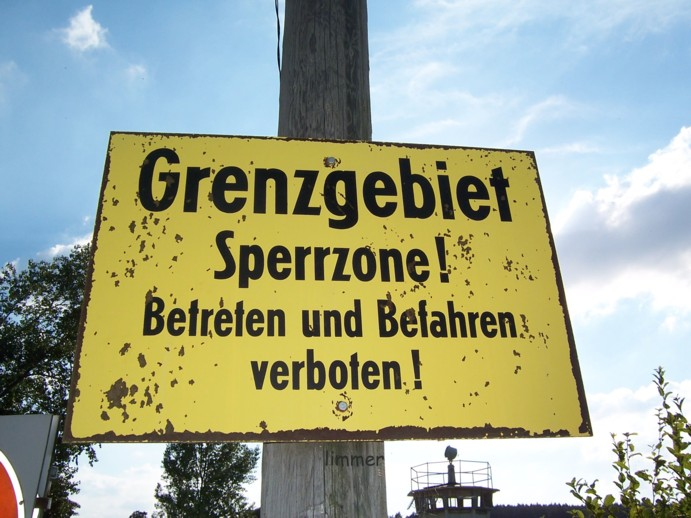
Waarschuwingsbord met de tekst "verboden grensgebied ! Betreden en berijden verboden !"

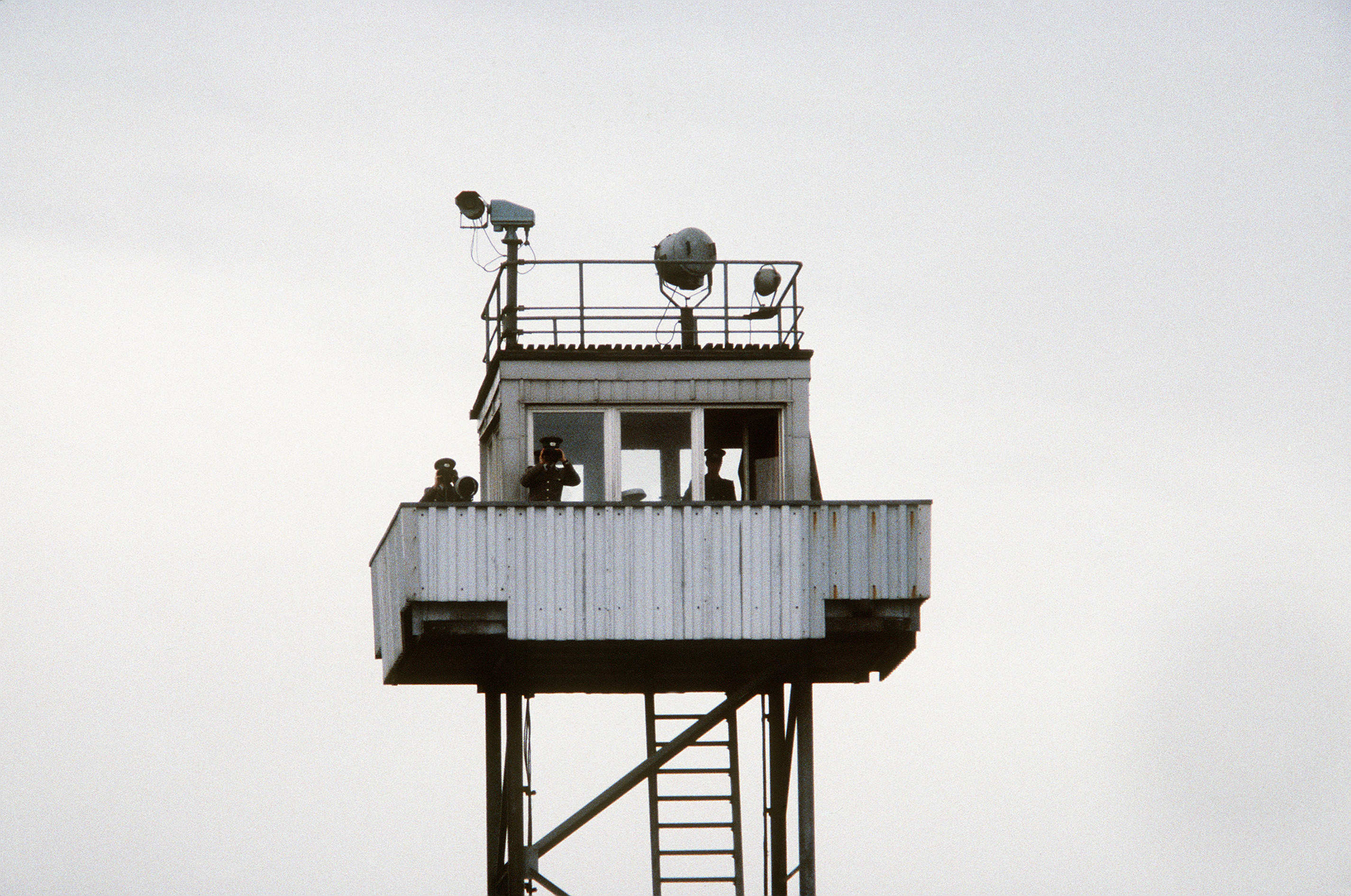
Bemande wachttoren aan Oost-Duitse zijde (1984)

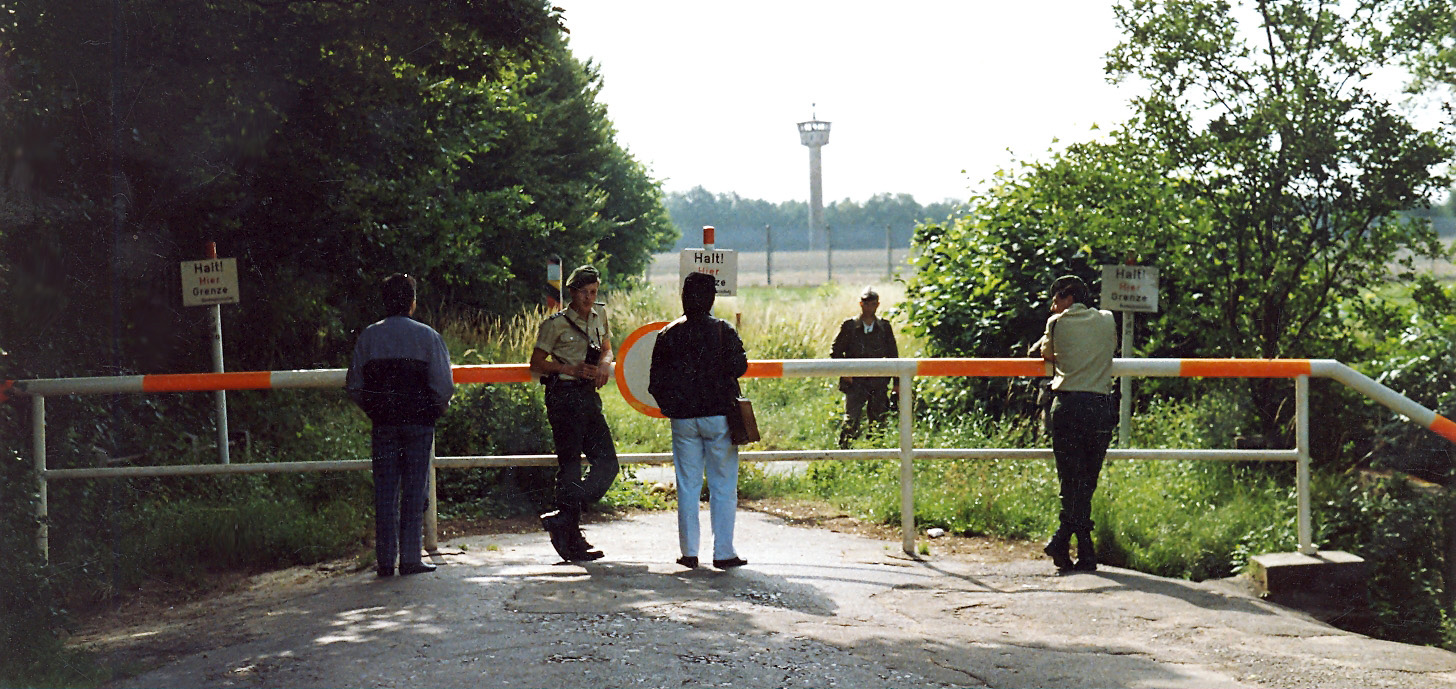
West-Duitse kant van de grens in Lübeck. Twee man van de Bundesgrenzschutz voor het hek en een DDR-grensverkenner achter het hek

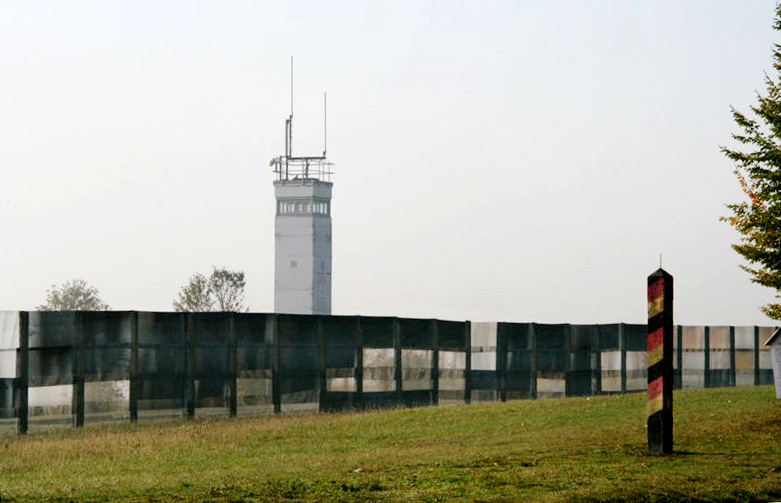
Overgebleven deel van de Duits-Duitse grens bij het Grensmuseum Rhön in Thüringen.

De Duits-Duitse grens (Duits: Deutsch-deutsche Grenze of innerdeutsche Grenze) was de 1378 km lange grens tussen de Duitse Democratische Republiek (DDR) en de Bondsrepubliek Duitsland (BRD). Een apart deel van de Duits-Duitse grens liep rond West-Berlijn (de beruchte 'Muur' liep dwars door Berlijn), dat als een enclave in de oostelijke bezettingszone lag.
Het was niet alleen de grens tussen de twee Duitslanden van 1949 tot 1990, maar ook de grens tussen enerzijds het Westen met de NAVO en de Europese Gemeenschap en anderzijds het Oostblok met het Warschaupact en de Comecon. De Duits-Duitse grens was daarmee een deel van het IJzeren Gordijn.

## Geschiedenis van de Duits-Duitse grens
Na de Tweede Wereldoorlog werd Duitsland door de bezettingsmacht ingedeeld in bezettingszones, die van elkaar waren gescheiden door Zonegrenzen. De grenzen tussen de westelijke zones vielen weg met de vorming van de BRD in 1949, waarna de Duits-Duitse grens als enige zonegrens overbleef.
In mei 1952 begon de DDR met het geleidelijk afgrendelen van de Duits-Duitse grens. De afgrendeling van de grens was bedoeld om de massale vlucht van Oost-Duitsers naar de Bondsrepubliek (Republikflucht) te stoppen en smokkel door West-Duitsers te verhinderen.
Op het grondgebied van de DDR lagen eerst een vijf kilometer brede Sperrzone, een 500 meter brede met prikkeldraad afgesloten Schutzstreifen en een 10 meter brede Kontrollstreifen. DDR-burgers mochten de Sperrzone alleen na voorafgaande toestemming bezoeken. Pas na de bouw van de Berlijnse Muur in 1961 was de totale Duits-Duitse grens afgesloten voor Oost-Duitsers.
In juni 1952 en in oktober 1961 vonden grootschalige acties plaats waarbij families, die ideologisch niet betrouwbaar werden geacht, werden gedeporteerd. In totaal werden bij deze acties 11.000 à 12.000 mensen gedeporteerd, terwijl ongeveer 3000 mensen naar de BRD vluchtten. Tientallen dorpen langs de grens werden afgebroken.
De grens werd zwaar bewaakt door de ruim 40.000 man van de Grenztruppen der DDR. Deze Grenztruppen hadden een Schießbefehl, een bevel om te schieten op iedereen die de grens trachtte te passeren. Daarnaast lagen er op veel plaatsen landmijnen en was de grens tussen 1970 en 1983 gedeeltelijk voorzien van Selbstschussanlagen, apparaten die tientallen ijzersplinters afschoten nadat detectiedraden waren aangeraakt. Om nachtelijke vluchtpogingen te voorkomen was de grenszone in bevolkt gebied verlicht.
In 1983 ontving de DDR na bemiddeling van Franz Josef Strauß een miljardenkrediet. Als tegenprestatie werden de Selbstschussanlagen verwijderd.
Aan der westelijke zijde van de grens stonden slechts witte paaltjes met rode top met daaraan bevestigd het bordje "Halt Hier Zonengrenze!" (later "Halt Hier Grenze!"). Deze gaven aan waar het grondgebied van de BRD eindigde. Straten en wegen liepen door tot aan de grens en waren aldaar afgezet met een eenvoudig hek. De grensbewaking en de personencontrole aan de grensovergangen werden gedaan door de Bundesgrenzschutz, die rond 1980 voor alle grenzen van de BRD samen 21.500 man omvatte.
Bij de eenwording van de beide Duitslanden op 3 oktober 1990 hield de Duits-Duitse grens op te bestaan. De Bundesgrenzschutz kon de taken aan de Duits-Duitse grens beëindigen en nam de bewaking van de grenzen met Polen en Tsjechië over van de DDR.

## Kosten voor de DDR
De bouw, de verdere versterking en de decennialange bewaking van de Duits-Duitse grens vormde een zware financiële belasting voor de DDR. De kosten van de uitbouw tussen 1961 en 1964 bedroegen 1,8 miljard Ostmark, waarvan 0,4 miljard voor de bouw van de Berlijnse Muur. De jaarlijkse kosten bedroegen circa 0,5 miljard Ostmark.
Voor de DDR was de Duits-Duitse grens een noodzakelijkheid. Het DDR-bewind kon alleen bestaan met militaire steun van de Sovjet-Unie en het vasthouden van de bevolking door het sluiten van de grenzen. Vóór 1961 vluchtten 2,5 miljoen mensen uit de DDR, waardoor het land economisch leegbloedde en binnen een jaar na het openen van de grens in 1989 ophield te bestaan.

## Slachtoffers en veroordelingen
De Duits-Duitse grens veroorzaakte enkele honderden slachtoffers. Volgens een onderzoek van de Duitse justitie is sprake van minstens 270 doden, maar andere bronnen melden aantallen boven de 400. Ook zeker 25 Oost-Duitse grenswachters kwamen om het leven. Daarnaast lieten ook veel dieren (o.a. wolven en herten) het leven.
Na de Duitse Hereniging zijn diverse processen tegen grenswachters en personen uit de DDR-leiding gevoerd. De straffen zijn relatief mild uitgevallen. Minister van Defensie Heinz Keßler werd bijvoorbeeld tot zevenenhalf jaar cel veroordeeld en binnen vijf jaar vrijgelaten.

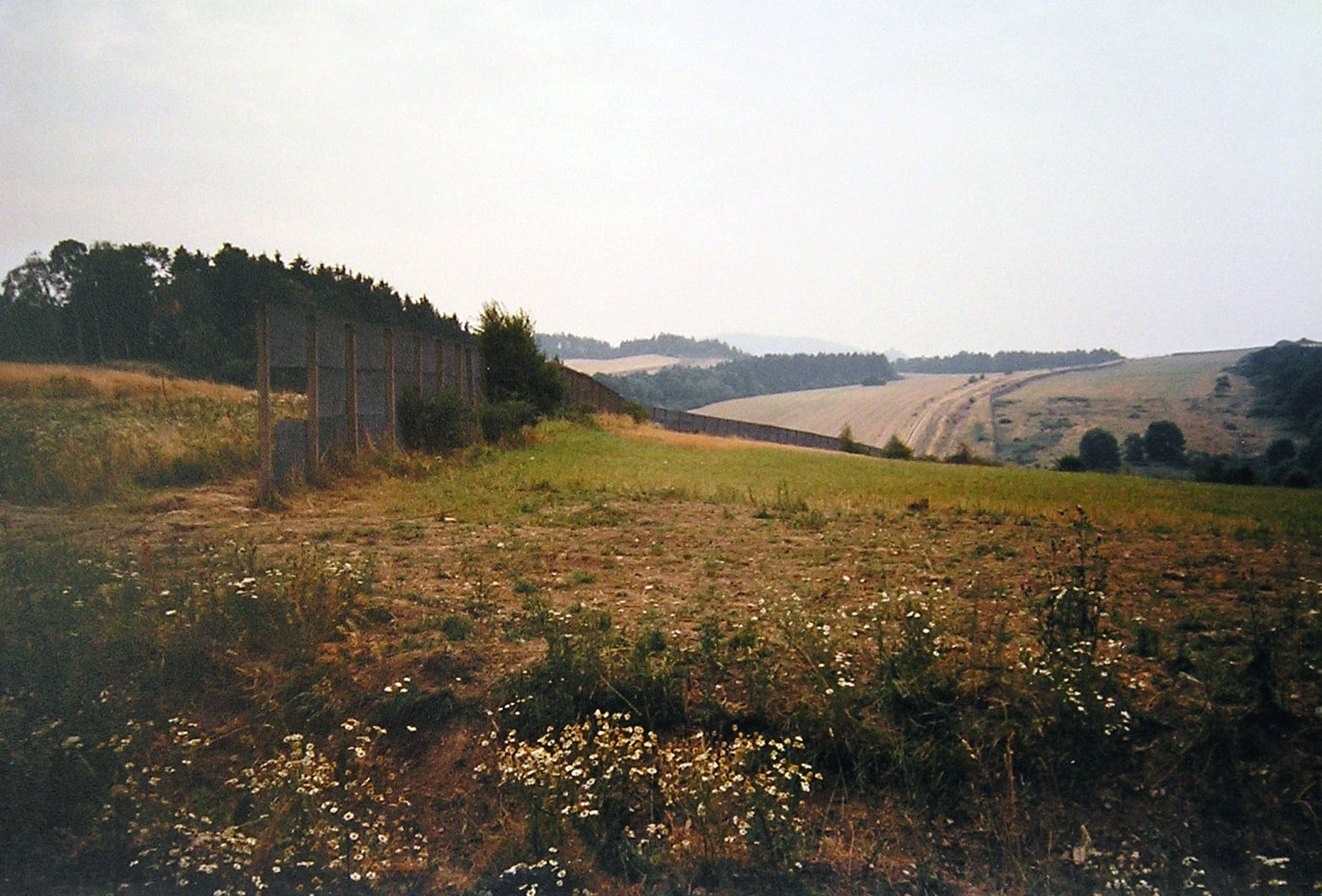
IJzeren gordijn Duitsland (nabij Witzenhausen-Heiligenstadt)
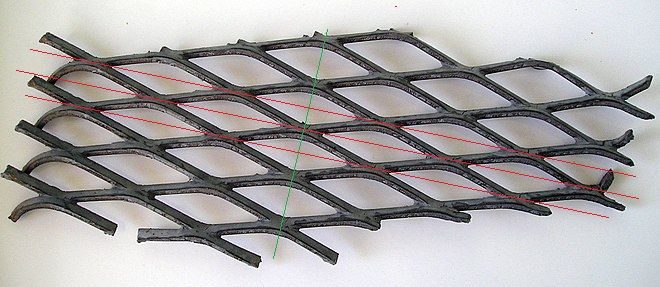
IJzeren gordijn Duitsland (nabij Witzenhausen-Heiligenstadt) - detail
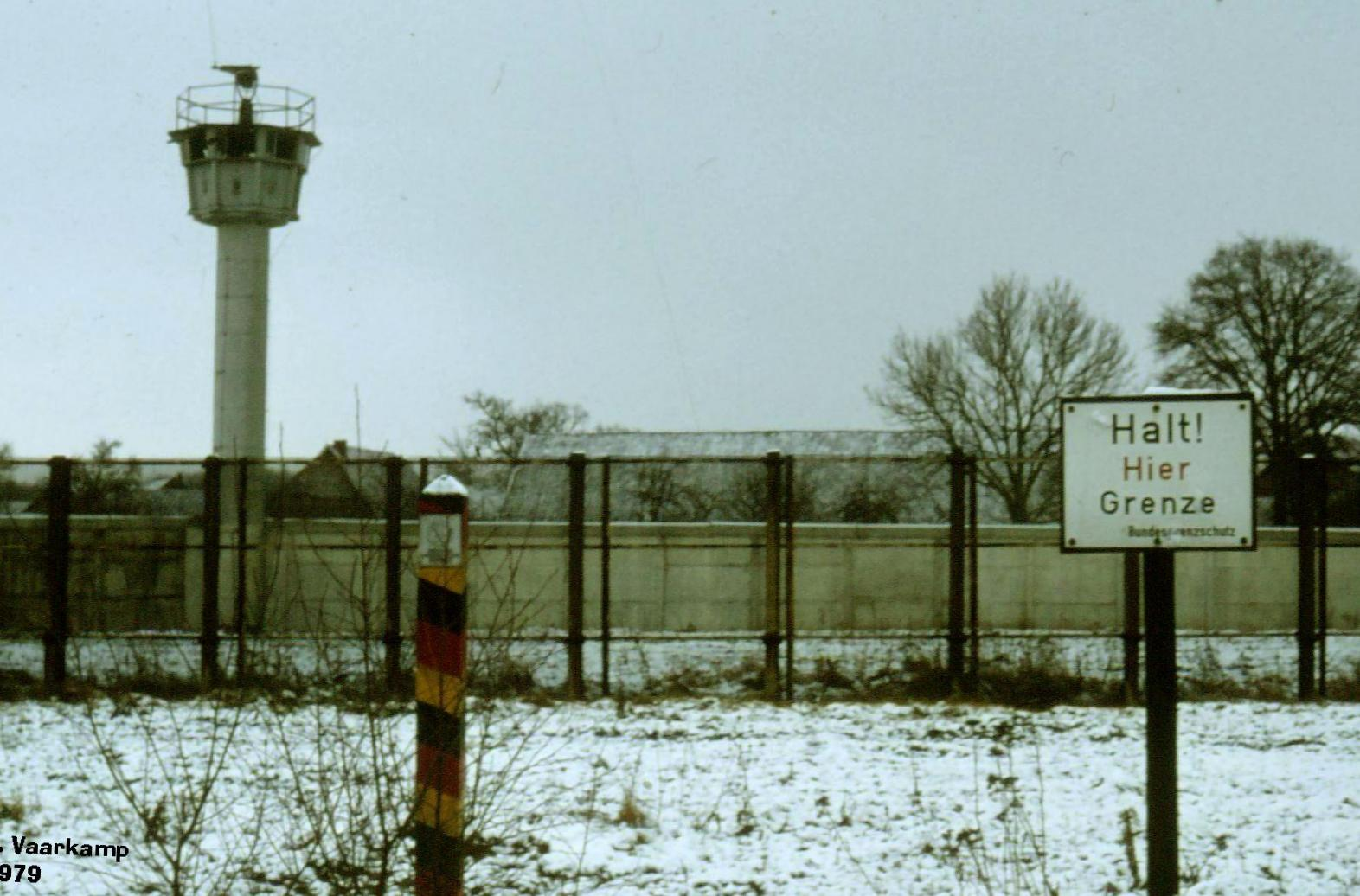
"Mini Berlijn" - het hek als muur dwars door de dorpjes Zicherie en Böckwitz

## De grenszone als natuurgebied
Nog vóór de Duitse hereniging zagen zowel West- als Oost-Duitse ecologen en milieuactivisten, onder wie Heinz Sielmann, in, dat de voor mensen gesloten, dus ook niet verstoorde, grenszone zich ontwikkelde tot een ecologisch waardevol gebied, feitelijk een ecologische verbindingszone. Na de Val van de Muur vonden, ook van overheidswege, tal van initiatieven  plaats om dit Groene Lint een functie als natuurgebied te geven. Inmiddels is het een Natura 2000-gebied met de naam Grünes Band Deutschland, dat deel uitmaakt van een internationale  beschermde zone, die in het Engels European Green Belt genoemd wordt.

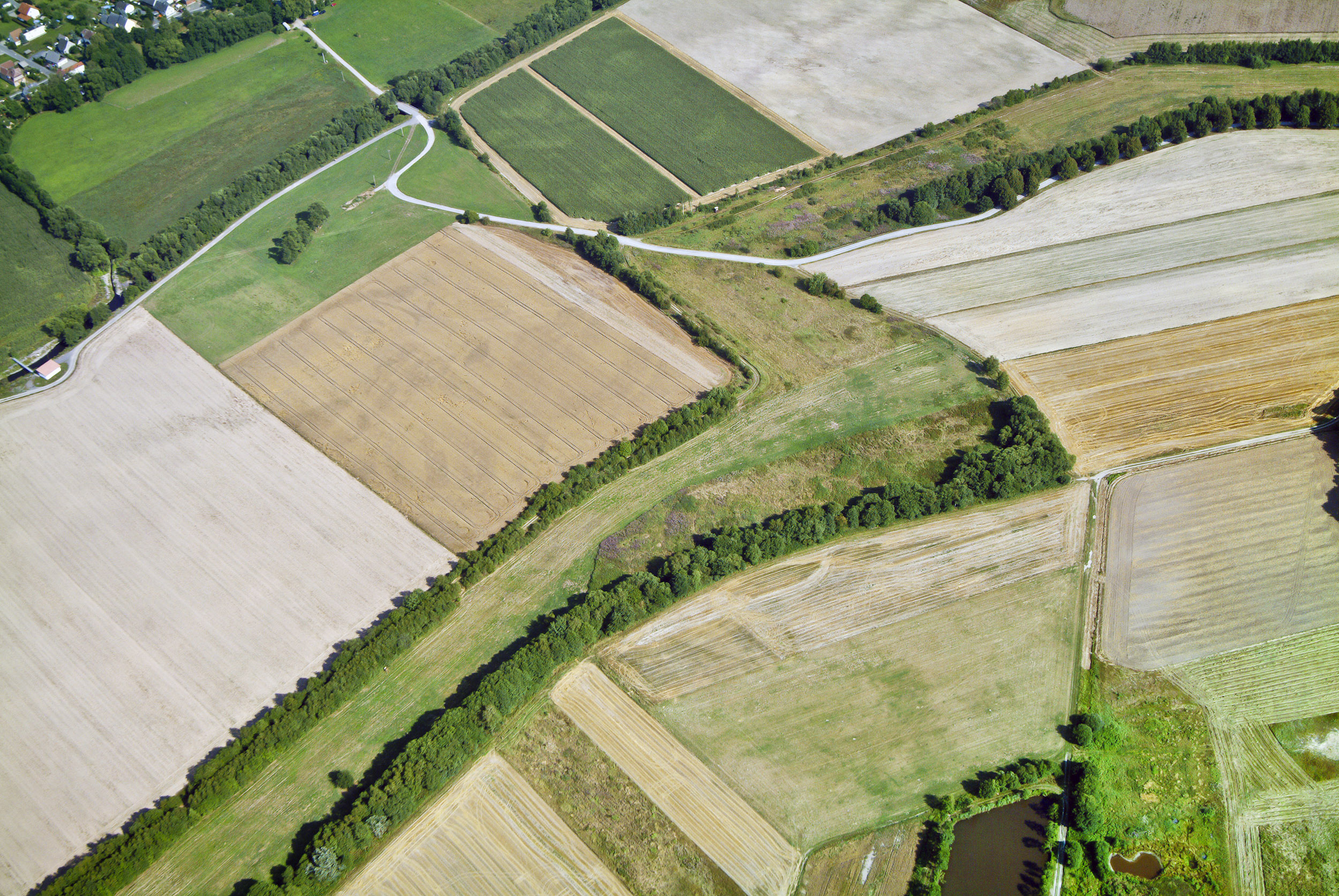
Luchtfoto uit 2003 van het smalle  Grüne Band, Groene Lint tussen de Landkreis Coburg (Beieren) en de Landkreis Sonneberg (Thüringen)
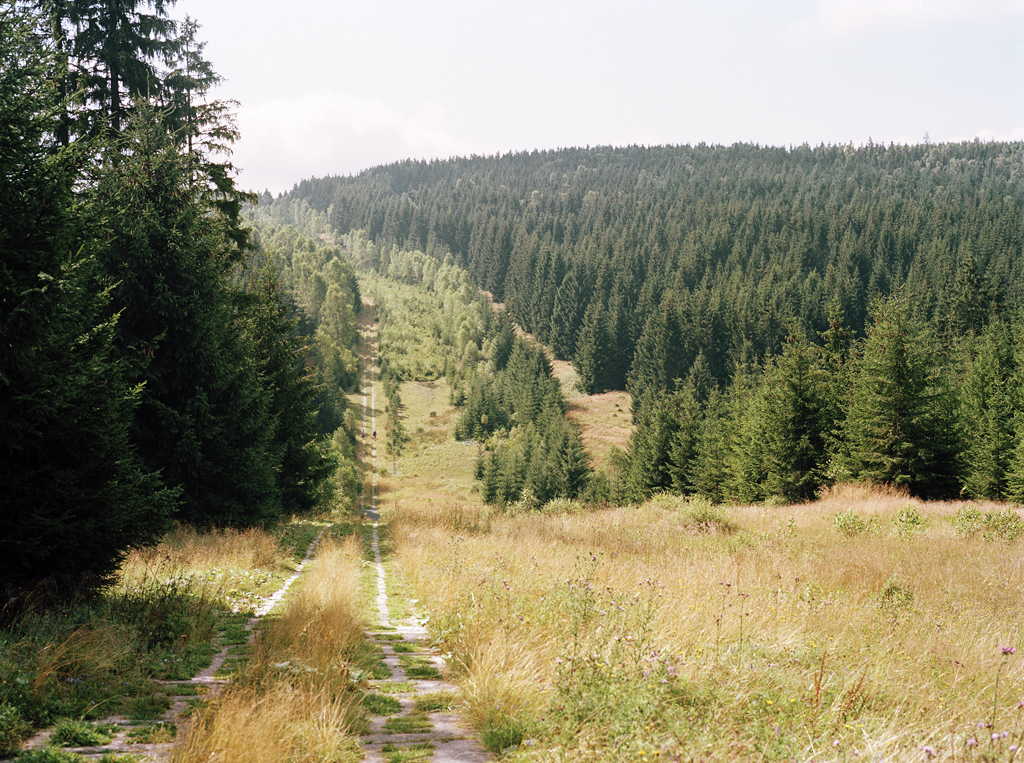
Het Grüne Band in de buurt van Sorge (Saksen-Anhalt, voormalige DDR) en Hohegeiß (Nedersaksen), in het Harzgebergte